# Altrincham and Sale West
La circonscription de Altrincham and Sale West est une circonscription située dans le Grand Manchester et représentée à la Chambre des communes du Parlement britannique.